# 熊本国税局
熊本国税局（くまもとこくぜいきょく）は、熊本県熊本市西区にある国税庁の地方支分部局で、熊本県、鹿児島県、宮崎県、大分県の4県を管轄している。

## 組織
- 局長
  - 総務部
    - 総務課、人事第一課、人事第二課、会計課、企画課、厚生課、事務管理課、税務相談室、国税広報広聴室、税理士監理官、営繕監理官

  - 課税部
    - 課税総括課、個人課税課、資産課税課、法人課税課、消費税課、資料調査第一課、資料調査第二課、酒税課、国税訟務官、鑑定官室、審理官、資産評価官、統括国税調査官（酒税担当）、酒類業調整官

  - 徴収部
    - 管理運営課、徴収課、国税訟務官、特別整理第一部門、特別整理第二部門

  - 調査査察部
    - 調査管理課、特別国税調査官、調査第一部門〜調査第三部門、特別国税査察官、査察第一部門、査察第二部門
- 税務署（36署）

### 歴代熊本国税局長
熊本国税局長は東京国税局長と大阪国税局長以外の国税局長（札幌、仙台、関東信越、名古屋、金沢、広島、高松、福岡）とともに政令で規定される指定職2号の役職である。財務省主税局参事官、財務省外局である国税庁部長（課税、徴収、調査査察）、税務大学校副校長と同様である。
| 氏名      | 出身校        | 在任期間   | 前職                                                           | 後職・備考等                                                                                 |
| --------- | ------------- | ---------- | -------------------------------------------------------------- | -------------------------------------------------------------------------------------------- |
| 肥後 治樹 | 一橋大学 経   | 2017年7月- | 税務大学校副校長 兼 税務大学校専門教育部長事務取扱             | 亜細亜大学法学部法律学科教授、山王取締役。元筑波大学大学院ビジネス科学研究科企業法学専攻教授 |
| 松本 洋明 | 中央大学 法   | 2018年7月- | 国税庁長官官房首席監察官                                       | 松本洋明税理士事務所税理士、矢崎総業監査役、科研製薬監査役。東京国税局入局。                 |
| 脇本 利紀 | 中央大学 法   | 2019年7月- | 沖縄国税事務所長                                               | 日本大学経済学部教授。元税務大学校研究部主任教授。                                           |
| 岸 英彦   | 上智大学 経   | 2020年7月- | 税務大学校副校長兼研究部長事務取扱兼研究部税務情報センター所長 | 日本洋酒輸入協会専務理事                                                                     |
| 垣内 良   | 早稲田大学 商 | 2021年7月- | 国税庁長官官房首席監察官                                       | 東京国税局入局。元沖縄国税事務所次長。                                                       |

#### 歴代熊本国税局総務部長
| 氏名      | 在任期間   | 前職                                       | 後職                                           |
| --------- | ---------- | ------------------------------------------ | ---------------------------------------------- |
| 城地 徳政 | 2017年7月- | 国税庁長官官房国際業務課相互協議室長       | PwC税理士法人税理士                            |
| 山縣 哲也 | 2018年7月- | 東京国税局調査第一部長                     | 国税庁長官官房国際業務課長                     |
| 天野 雅夫 | 2019年7月- | 国税庁長官官房総務課監督評価官室長         | 高松国税局長 兼 税務大学校高松研修所長         |
| 本多 康昭 | 2020年7月- | 国税庁長官官房厚生管理官 兼 総務課調整室長 | 国税庁長官官房総務課監督評価官室長 兼 調整室長 |
| 佐藤 哲也 | 2021年7月- | 国税庁長官官房厚生管理官 兼 総務課調整室長 |                                                |

税務職員採用試験は高等学校学習指導要領においてあらかじめ簿記会計学を修得している商業高等学校卒業者等を採用している。国税専門官採用実績（学校）は、国立大学は旧帝国大学等、私立大学は早慶（大蔵国税三田会）等となっている。租税教育については商業高等学校生徒等を対象に租税教室や職場体験（インターンシップ）を行っている。

## 管内税務署

### 熊本県
- 熊本西税務署（熊本市西区）
- 熊本東税務署（熊本市東区）
- 八代税務署（八代市）
- 人吉税務署（人吉市）
- 玉名税務署（玉名市）
- 天草税務署（天草市）
- 山鹿税務署（山鹿市）
- 菊池税務署（菊池市）
- 宇土税務署（宇土市）
- 阿蘇税務署（阿蘇市）

### 鹿児島県
- 鹿児島税務署（鹿児島市）
- 川内税務署（薩摩川内市）
- 鹿屋税務署（鹿屋市）
- 大島税務署（奄美市）
- 出水税務署（出水市）
- 加治木税務署（姶良市）
- 伊集院税務署（日置市）
- 知覧税務署（南九州市）
- 大隅税務署（曽於市）
- 指宿税務署（指宿市）
- 種子島税務署（西之表市）

### 宮崎県
- 宮崎税務署（宮崎市）
- 都城税務署（都城市）
- 延岡税務署（延岡市）
- 日南税務署（日南市）
- 小林税務署（小林市）
- 高鍋税務署（児湯郡高鍋町、管内唯一郡部に所在する。）

### 大分県
- 大分税務署（大分市）
- 別府税務署（別府市）
- 中津税務署（中津市）
- 日田税務署（日田市）
- 佐伯税務署（佐伯市）
- 臼杵税務署（臼杵市）
- 竹田税務署（竹田市）
- 宇佐税務署（宇佐市）
- 三重税務署（豊後大野市）

## 不祥事
- 八代税務署の45歳の総括上席国税調査官が、税務調査に関する情報を対象者に漏らしていたとして、国税通則法違反容疑で熊本県警に逮捕された[5]。
- 2020年7月3日（処分日） - 熊本国税局の男性主査（50代）が、相続税がかかる財産の一部や贈与税の申告をせず、税負担（約2,786万円）を免れたとして、懲戒免職処分を受けた[6][7]。
- 2020年12月、熊本国税局の男性職員（53歳）が熊本市東区の病院の会議室で、人間ドックが１日で終わらなかったのは病院の不手際と女性看護師（55歳）ら3人に訴え、慰謝料名目で検査費（約5万円）を脅し取ろうとした、として熊本東警察署は2021年2月9日、恐喝未遂の疑いで男性職員を逮捕した[8]。男性職員は病院職員に「仕事が休んだのはお前らのせいだ。金を払え」と凄むなどしていた[9]。